# Ringstraße
La Ringstraße (letteralmente dal tedesco: "strada anulare") o semplicemente Ring ("anello") è una serie di viali ottocenteschi il cui percorso circolare ricalcava il tracciato delle mura medievali che circondavano il centro storico di Vienna (il nome tedesco viene talvolta traslitterato in italiano come Ringstrasse).

## Storia

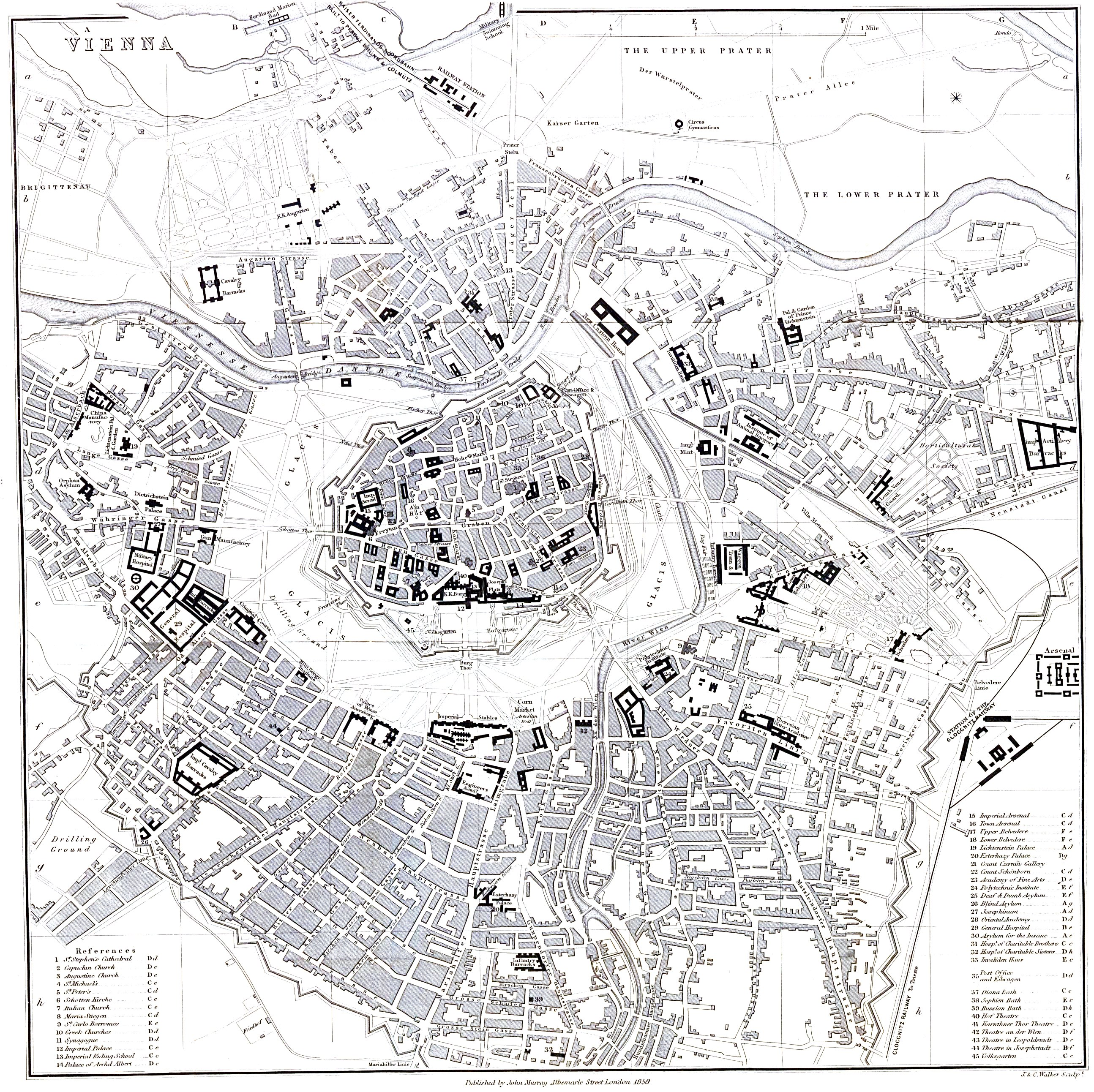
Vienna prima dell'abbattimento delle mura

Prima della costruzione di questa strada, Vienna disponeva in un'area relativamente centrale di ampie zone non edificate che erano situate immediatamente al di fuori delle mura: la zona allora chiamata Glacis. Questi spazi verdi separavano i quartieri allora periferici dal centro storico chiamato oggi Innere Stadt. Nel frattempo, la divisione fra città vecchia e sobborghi veniva ormai definita anacronistica. Infatti, le mura di cinta ormai non rispondevano più a vere esigenze militari e, dato il rapido sviluppo della città all'epoca, l'utilizzo del Glacis, occupato dal verde e dalle mura, era diventato una necessità impellente. Fra i difensori della demolizione dei bastioni, si segnalò Christian Friederich Ludwig von Förster, sostenitore con numerosi articoli sui quotidiani della necessità di amalgamare il tessuto urbano viennese, all'insegna del rinnovamento artistico e tecnico della città.
La Ringstraße (strada anulare) fu quindi costruita quando l'imperatore Francesco Giuseppe I d'Asburgo ordinò, nel 1857, lo smantellamento delle vecchie mura e degli spazi liberi adiacenti. Al loro posto andava sistemato un elegante doppio viale alberato che avrebbe saldato la Hofburg (residenza imperiale) con i quartieri borghesi cresciuti fuori dalle mura. Fu lo stesso imperatore a darne notizia ai cittadini attraverso le pagine della Wiener Zeitung. Inizialmente, la progettazione venne affidata a dei funzionari statali. Poi, una petizione degli architetti viennesi al Ministero degli Interni propose di scegliere i progettisti attraverso dei concorsi di idee. L'imperatore diede il suo assenso, raccomandando che la capitale venisse non solo ingrandita, ma anche abbellita con piazze, parchi, musei ed edifici pubblici, per poter comunicare al mondo potenza, ricchezza e modernità dell'Impero.
Al concorso giunsero 84 progetti provenienti da tutto il mondo. Vennero assegnati molti premi ex aequo, comunque nessuno dei progetti venne realizzato integralmente, ma si formarono le basi per una rielaborazione affidata all'architetto Moritz von Löhr. La versione definitiva venne redatta nel 1859 e il Ring venne ufficialmente inaugurato il 1º maggio 1865. La realizzazione della Ringstraße, oggetto di accese polemiche fra il governo e la municipalità, non fu né rapida né continua. Il sistema anulare fu successivamente completato al suo interno con importanti edifici rappresentativi: l'Opera di Stato, al tempo diretta da Gustav Mahler, l'Università, la Borsa, i due edifici gemelli del Museo di Storia Artistica e del Museo di Storia Naturale, entrambi affacciati su Maria-Theresien-Platz. Questi edifici furono spostati diverse volte in sede progettuale, su e giù per il Ring, a testimonianza di una certa indifferenza localizzativa.

## Percorso
L'anello della Ringstraße ha per la precisione un andamento a U, dato che nella parte settentrionale è interrotto dal canale del Danubio. Nell'arco di 5300 metri, comprende le vie chiamate Stubenring, Parkring, Schubertring, Kärntner Ring, Opernring, Burgring, Dr.-Karl-Renner-Ring, Universitätsring e Schottenring. La strada è famosa anche per il tram che la percorre, per i giardini e per i numerosi hotel e caffè storici (27 Kaffeehaus all'epoca, oggi molte meno), ritrovo degli intellettuali (Caffè Landtmann) o degli uomini d'affari (Caffè Schwarzenberg) per il rito sociale del caffè.

## Monumenti della Ringstraße
La sistemazione della strada dette un assetto fondamentale alla capitale austriaca. Su questa strada si affacciano innumerevoli edifici di rappresentanza. Grazie all'insieme di neostili più o meno contemporanei, (neogotico, neoclassico, o anche neobarocco e neorinascimentale), agli occhi del passante si possono offrire in alcuni tratti della strada (e nel raggio di poche decine di metri) delle forme architettoniche originarie di epoche distanti secoli tra di loro.

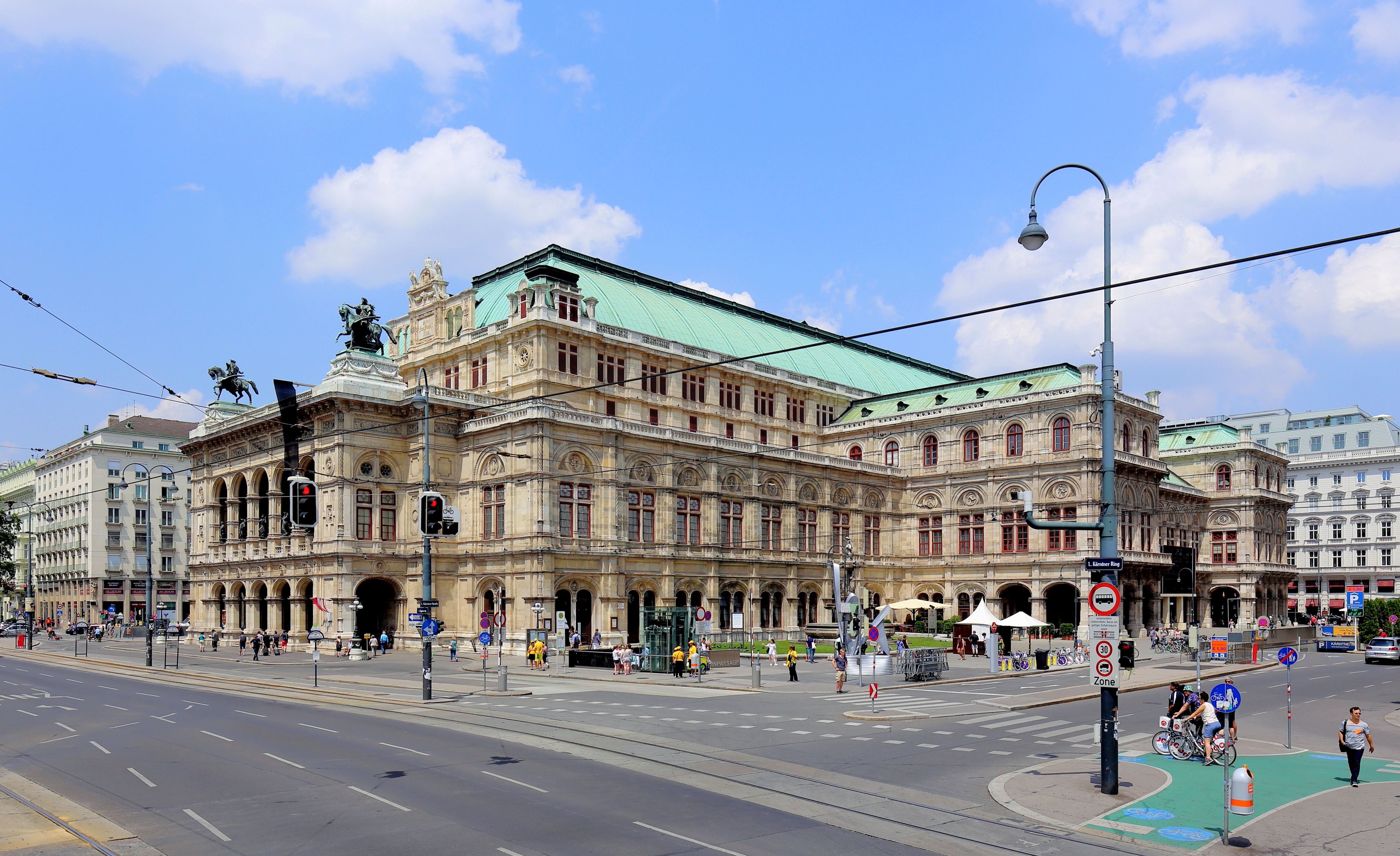
Staatsoper
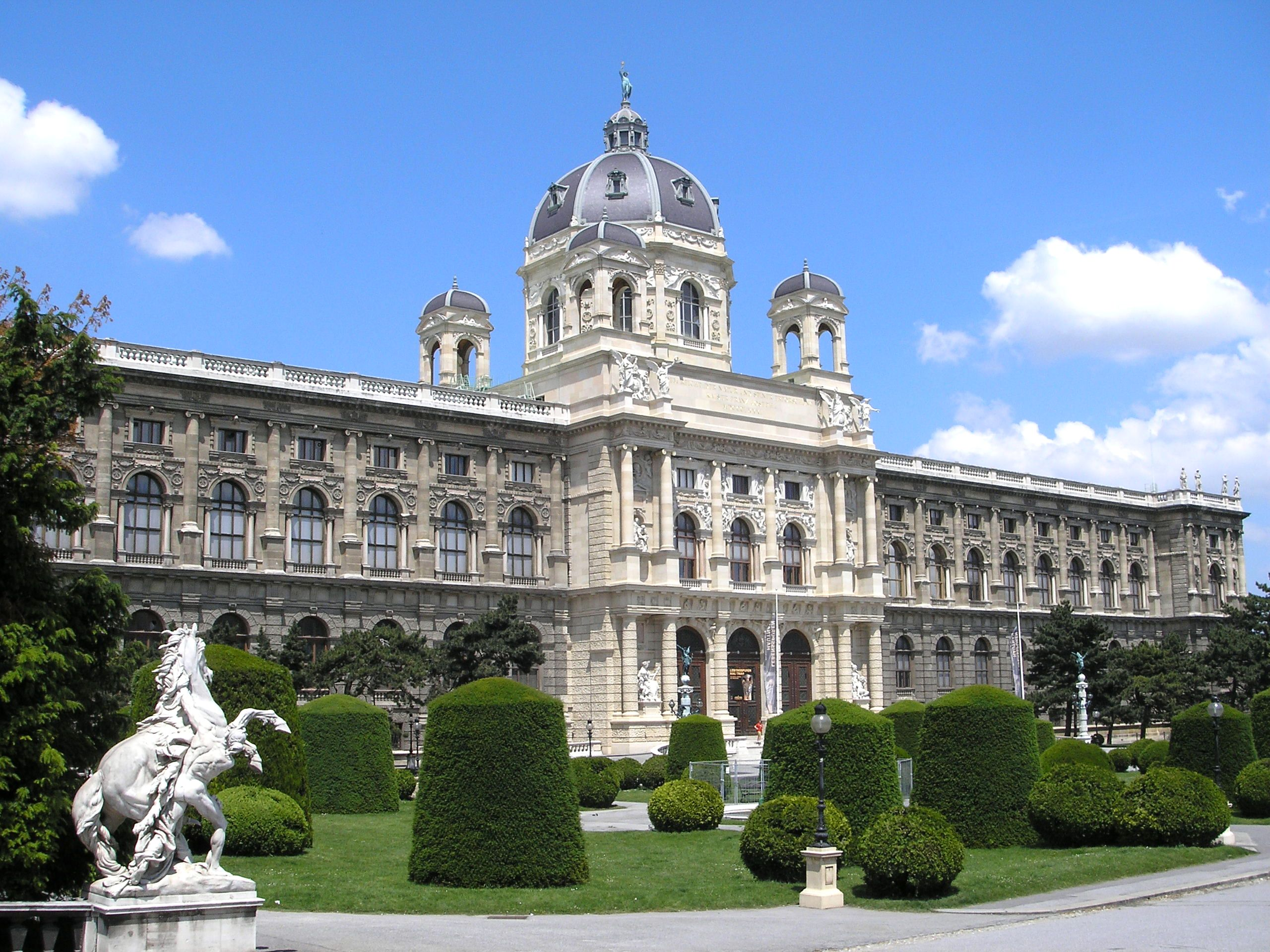
Naturhistorisches Museum
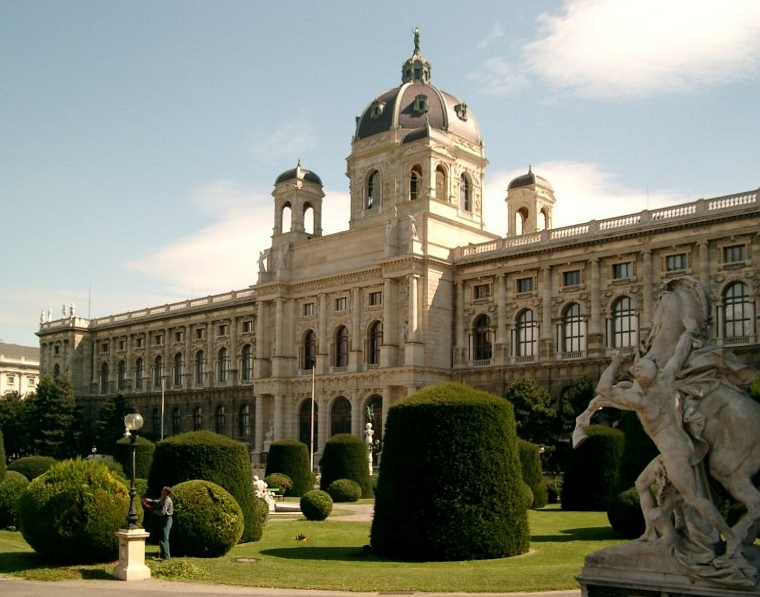
Kunsthistorisches Museum
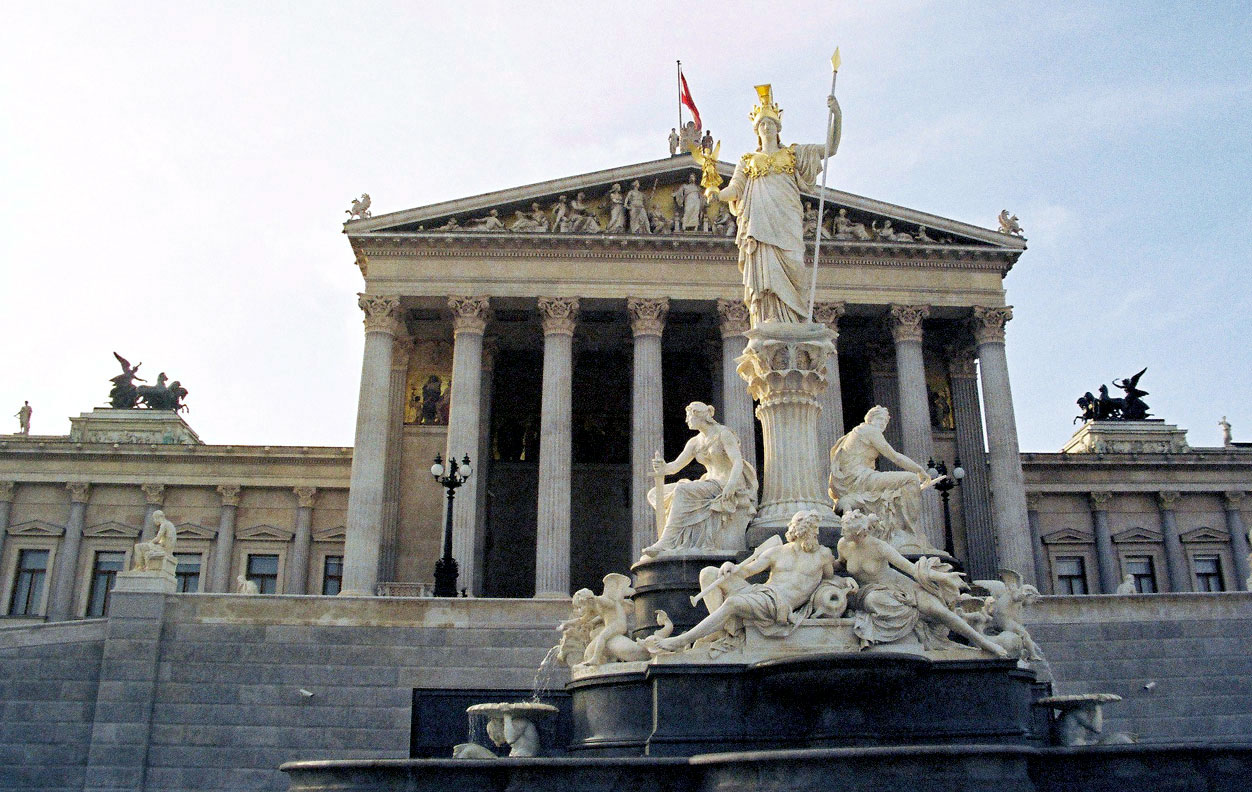
Parlamento di Vienna
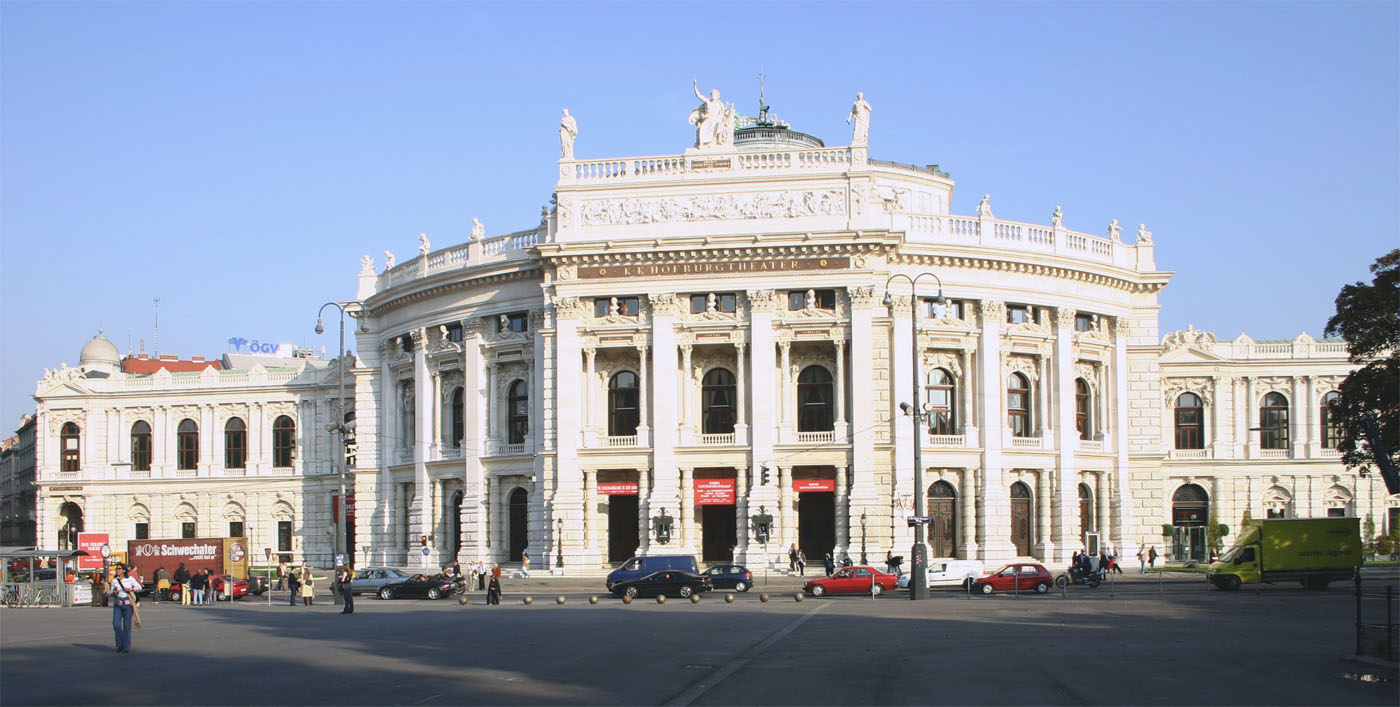
Burgtheater
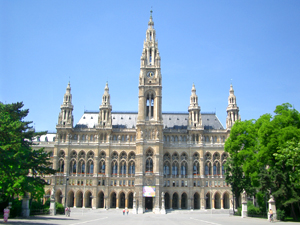
Rathaus
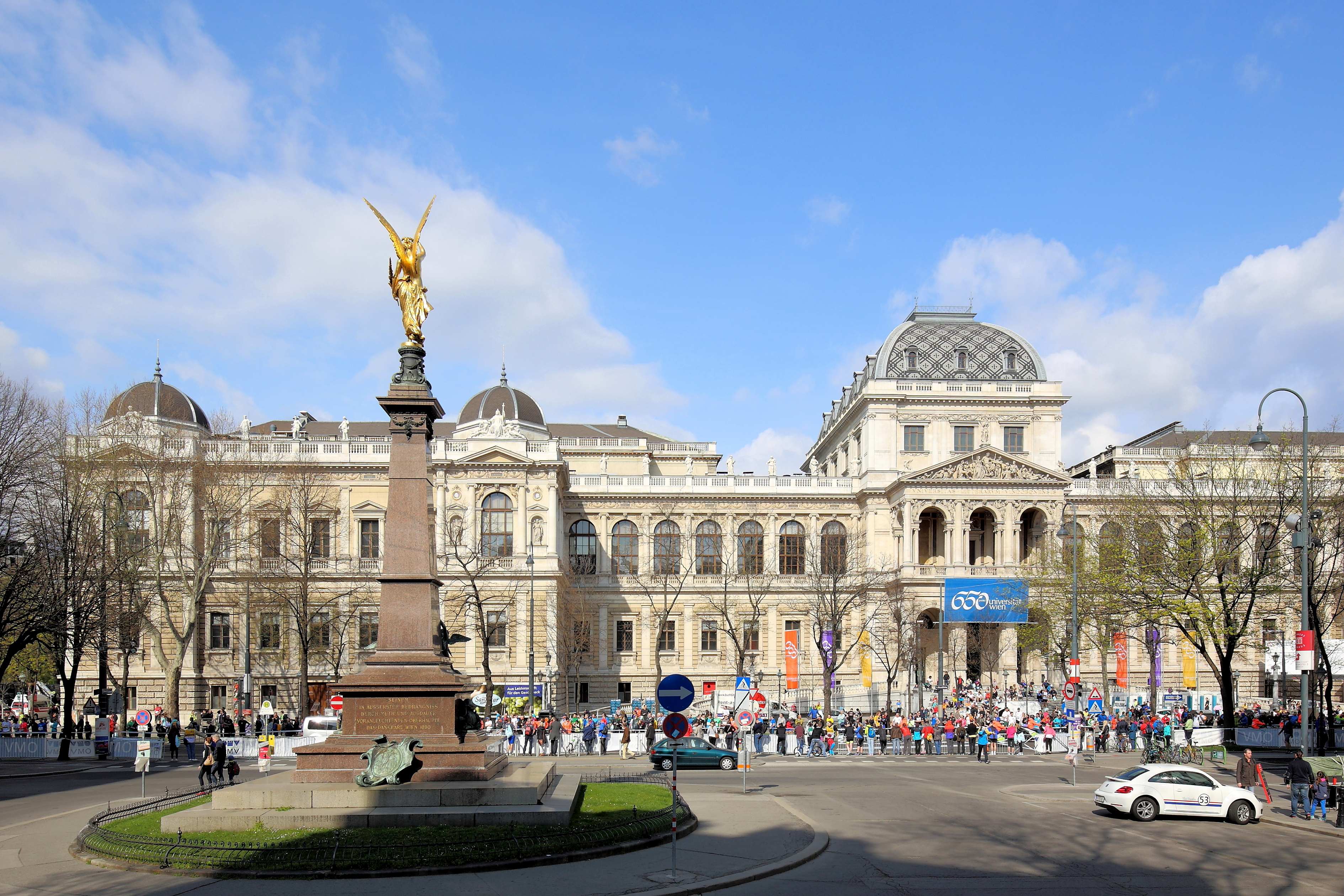
Università di Vienna
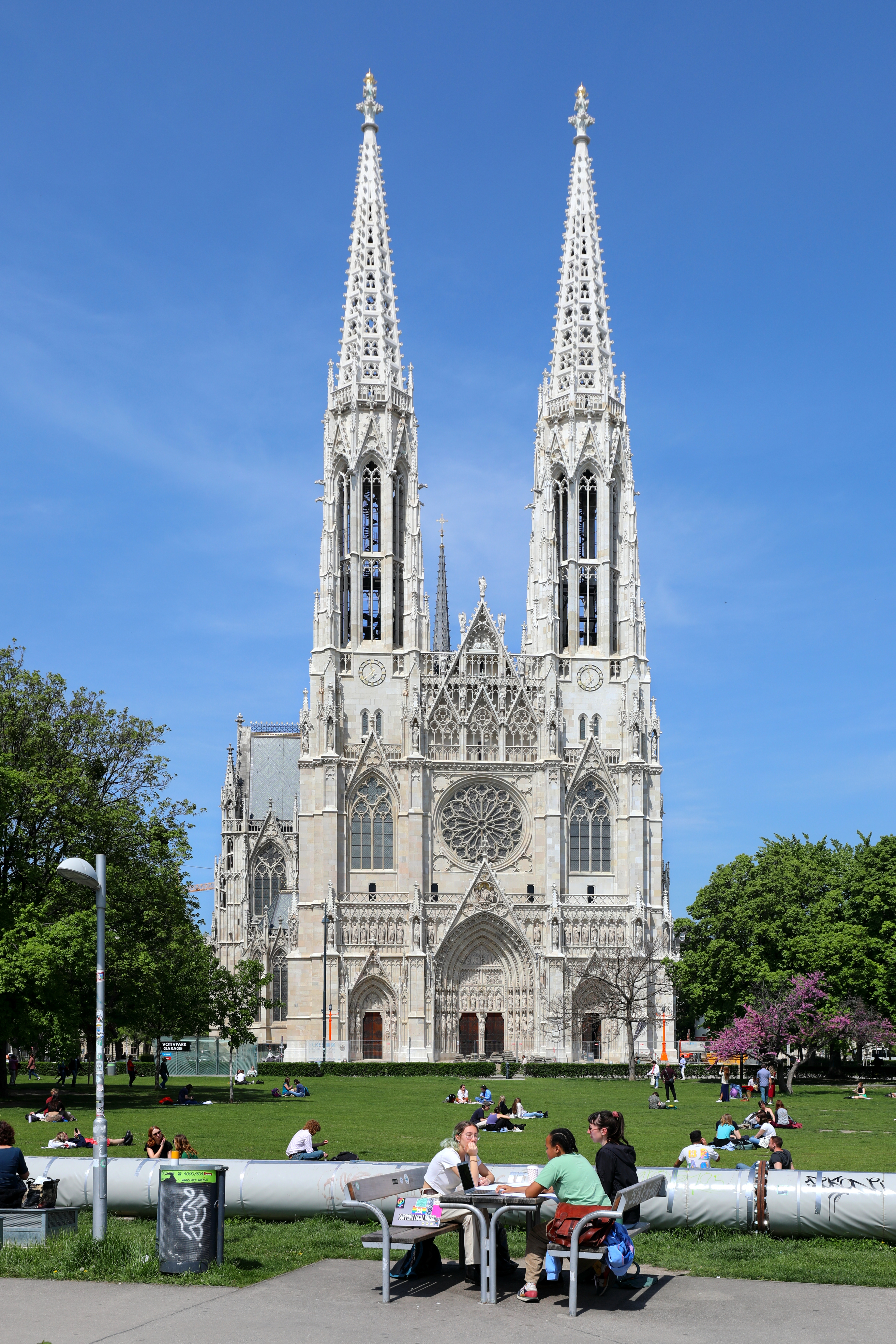
Votivkirche
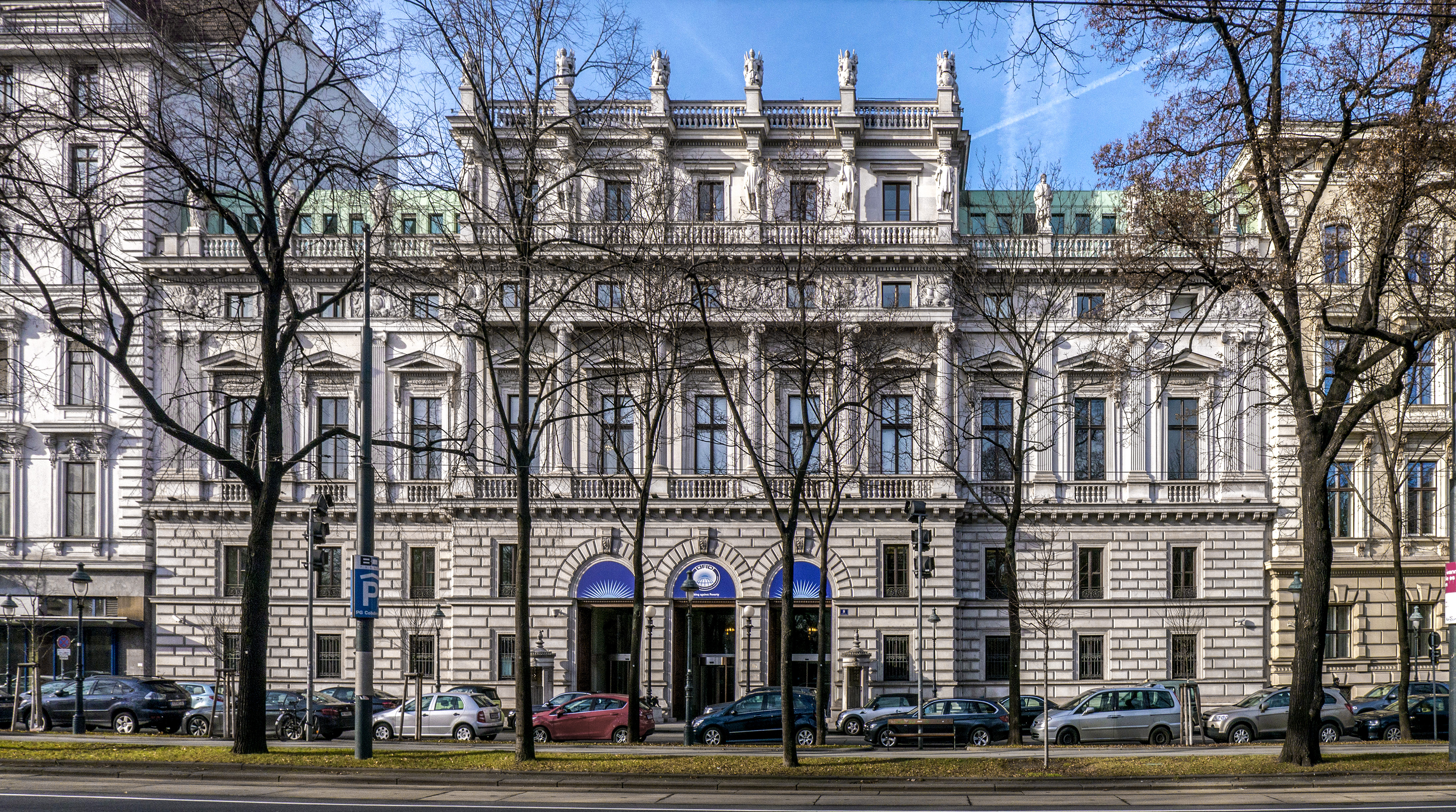
Deutschmeister-Palais